# Simson
Simson byla německá společnost, která vyráběla střelné zbraně, automobily, jízdní kola, motocykly a mopedy. Za Třetí říše byla továrna odebrána židovské rodině Simsonových; pod nacistickou a později komunistickou kontrolou byla několikrát přejmenována.

Jméno Simson bylo znovu zavedeno jako obchodní název pro mopedy vyráběné v továrně v bývalé Německé demokratické republice (NDR). Mopedy Simson se pak do roku 2002 vyráběly v Suhlu.

## Historie značky
- Polovina 18. století – v duryňském městě Suhl se v kovárně tavila ruda a zpracovávala ocel na zbraně.
- 1856 – firmu koupili Löb a Moses Simsonovi.
- 1896 – firma začala vyrábět první jízdní kola a Simson se brzy stal největším výrobcem jízdních kol v Německu.
- 1907 – výroba prvních automobilů s kapalinou chlazenými čtyřtakty, např. Simson - Supra.
- 1936 – po sloučení s podnikem Berliner Suhler Waffen und Fahrzeugwerke se začala vyrábět motorizovaná kola Simson. Model BSW98 měl motor o obsahu 98 cm³ od firmy Sachs s výkonem 2 koně a ruční 2stupňovou převodovkou. Později firma přešla na válečnou výrobu zbraní.
- 1946 – začaly se vyrábět zbraně pro myslivce, kočárky a jízdní kola.
- 1947 – firma byla začleněna do ruské skupiny SAG Awtowelo – státní akciová motocyklová společnost a přejmenovala se na AWO, začaly se vyrábět čtyřtaktní motocykly s obsahem 250 cm³, který nesl označení AWO 425 T.
- 1950 – vyjel 1000. motocykl AWO, měl obsah 250 cm³ a byl mimořádně oblíbený.
- 1952 – firma byla svěřena do správy NDR a přejmenovala se zpět na Simson.
- 1955 – vyjely ze závodu první poválečně mopedy, např. SR1, který měl motor vyvinutý firmou MZ a dokončený firmou Sömmerda.
- 1961 – SR1 byl velmi oblíbený. Motocyklů AWO/Simson 425 se prodalo přes 210 000 kusů. Vznikl SR2 a předchůdce slavné vlaštovky KR50.
- 1964 – začala se vyrábět legendární Schwalbe (vlaštovka). Byl to motocykl s dvojsedlem, s dobrým jízdním komfortem a jeho motor se vyráběl v mnoha variantách - 3 nebo 4 rychlostní, 2 nebo 4 koňový, dmychadlový nebo vzduchový chladič atd. Pak přišla další ptačí série - Spatz (Vrabec), Star (Špaček), Sperber (Krahujec) a Habicht (Jestřáb).
- 1970 – byl vyráběn Simson Mofa, ale nebyl o něj zájem a tak byla v roce 1972 výroba zastavena.
- 1974 – na Lipském veletrhu byl představen sportovní lehký motocykl S50. Po něm byla taková poptávka, že ani nemohla být plně pokryta.
- 1980 – začal se vyrábět S51. Jeho nový vlaštovčí motor byl úsporný a silný, jako jeho předchůdci. Později firma Simson začala vyrábět invalidní vozík DUO4/1.
- 1982 – po pěti Electronicích následovala verze Enduro (S51 E).
- 1983 – začala se vyrábět verze S70 C s motorem o obsahu 70 cm³, ta později také dostala provedení Enduro.

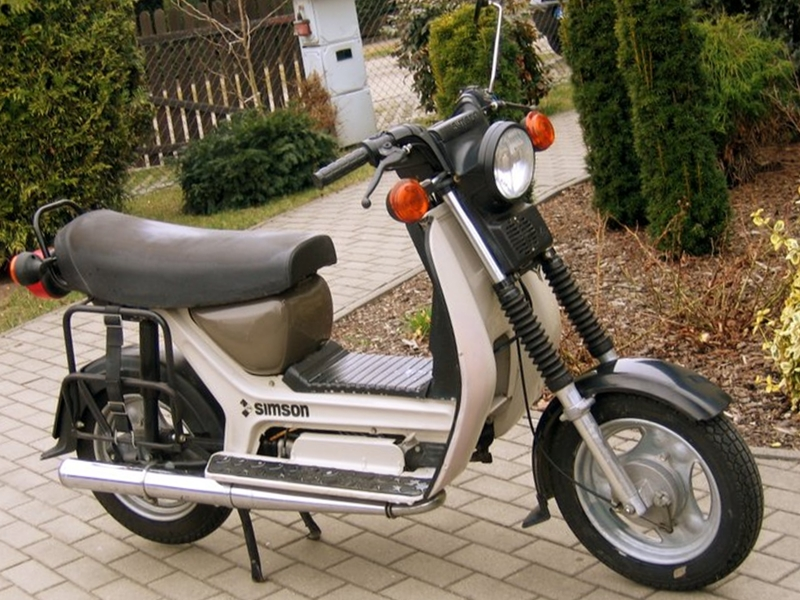
Simson SR50

- 1986 – 22 let starý motor Schwalbe (vlaštovka) byl zmodernizován a začaly se vyrábět skútry SR50 a SR80. Později se S51 dočkala 12 V rozvodu a jiné elektroniky. Krátce před zánikem NDR 4 000 pracovníků firmy ročně vyrábělo 200 000 motocyklů Simson.
- 1990 – všichni, kdo si před tím kupovali Simsony, si začali kupovat auta a nebo nějaké japonské stroje, proto byla firma Motocykly a zbraně Suhl k 31.12.1991 zavřena. Do té doby bylo v Suhlu vyrobeno kolem 6 milionů motocyklů.
- 1992 – byl založen Suhler Fahrzeugwerk GmbH (Suhelský motocyklový závod s.r.o.) a začal se v něm vyrábět Simson S53, jízdní kola a koloběžky.
- 1996 – motocykly opět dostávají ptačí názvy.
- 1998 – Simson opět vyrábí čtyřtaktní motocykly. Jedná se o licenční motory Honda s obsahem 125 cm³.
- 1999 – výroba skútrů s variátorovou převodovkou. Motocykl využíval motoru HER Chee vyráběného na Tchaj-wanu a obsahem 49,3 cm³.
- Červen 2002 – firma byla nucena vyhlásit bankrot.
- 30. září 2002 – byla ukončena výroba motocyklů Simson
- 1. února 2003 – nucený prodej celého obchodního majetku, včetně výrobních zařízení.
- Po roce 2003 se v Suhlu vyrábějí náhradní díly pro Simson. Firma se přejmenovala na MZA (Meyer Zweiradtechnik) Suhl.

## Výrobky firmy

### S51

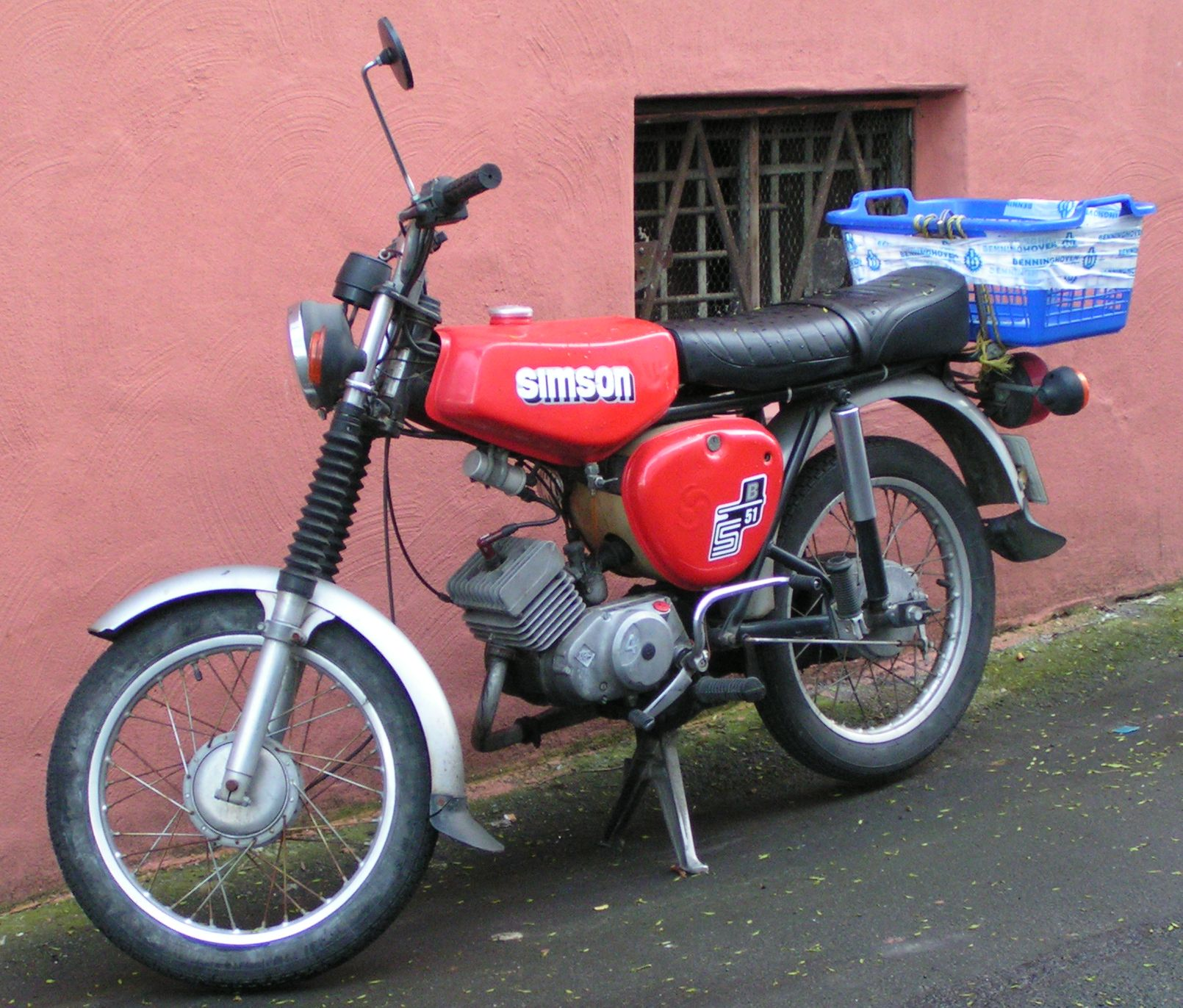
Simson S51B

Simson typu S 51 Enduro se představil poprvé v roce 1981 na Lipském veletrhu, kde dostal zlatou medaili. Typ S 51 Enduro vznikl dalším vývojem staršího modelu S 51 B2-4, který stejně jako ostatní typy odvozené od základního S 51N (S 51 B1-3, B1-4, Comfort) koncepčně vycházel ze Simsona S 50, který se začal vyrábět v roce 1975.
Simson S51 se dále také dělil na již zmíněné enduro a elektronik. Enduro bylo přizpůsobené spíše do terénu díky svému zdviženému výfuku, vyztuženému rámu a tvrdším zadním pružinám. Elektronik byl oproti tomu určený spíše na silniční provoz – výfuk měl rovnoběžně s povrchem vozovky, měl měkčí zadní pružení, které na rozdíl od endura nebylo polohovatelné, a scházelo vyztužení rámu dvěma trubicemi od krku rámu kolem motoru k hlavní ose rámu, za kterou držela zároveň zadní kyvka, spolujezdcovy stupačky a motor. Říkalo se, že typ Elektronik díky menšímu kroucení kolena výfuku jezdil rychleji, přičemž motorově byly typy stejné.

### S70
Rozdíl mezi modelem S70 oproti S51 byl jen ve zvětšeném vrtání válce (45mm místo 38mm), jiném karburátoru, zesíleném rámu (stejně jako u S51 Enduro) a seřiditelném zadním odpružení (stejné u typů S51 Enduro).

### S53
Začal se vyrábět někdy po roce 1991 jako modernizace typu S51, hlavní rozdíly byly v jiném designu motocyklu (komínová nádrž, plastová přední maska...), motor a podvozek zůstaly stejné.

### Alfa/Beta
Vylepšené S53, rozdíly mezi Alfou a Betou byl jen v určení Eletronic/Enduro. Hlavní změny oproti předcházející S53: litá kola, otáčkoměr, kotoučová brzda na předním kole, modernější design.

### Sperber

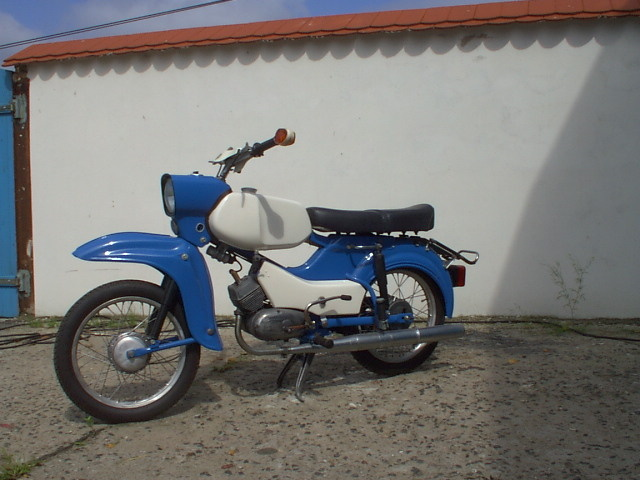
Simson Sperber

Poslední nástupce staré S51 byl vybaven všemi moderními prvky: kotoučová brzda na předku, laděný výfuk, 5 rychlostní převodovka, centrální odpružení.

### Schikra
Návrat Simsona na trh 125 cm³, jednalo se o moderní motocykl, který mohl konkurovat i japonským a italským konkurentům. Jako pohon se používal čtyřtaktní motor místo v této kategorii obvyklejších vysoce výkonných dvoutaktů. Bylo to ale dáno omezením výkonu v této třídě, která mohla mít maximálně 11kW, na což nebyl potřebný vytáčející se dvoutakt s menší životností.

### 125/S/RS/GS/SM
Nejmodernější Simsony ve třídě 125, první tři byly odvozené ze starší Schikry, ovšem s jiným čtyřtaktním motorem, další dva GS/SM používaly sice stejný motor, ale byla to endura/supermotardy.

### Star Classic 50/70
Skútr odvozený z S51/70, maximum měl z motocyklu (nožní převodovku) a minimum ze skútru (malá kola), některé typy byly dokonce vybaveny elektrickým spouštěčem.

### Star 50 T/S/100
Modernější nástupci Classica, měla již samočinnou převodovku a vylepšené motory. Tato motorka byla ve svých letech velice populární. Doba její výroby byla od 60. po 90. léta 20. století.

### S 51 Enduro
Endura měla na sedadle i značku IFA.
Technické údaje:
- druh vozidla: Malý motocykl
- tovární značka: SIMSON S 51 Enduro
- podvozek
  - výrobce: VEB Suhl
- počet míst k sezení: 2
- motor
  - výrobce: VEB Suhl
  - dvoudobý, benzínový
  - typ: m 541/4 KF
  - plný výkon kW při ot.min.-1: 2,72/5500
  - zdvihový objem válců (cm³): 49,8
- palivo: Ba 90 směs (Natural, Special + olej)
- rozměry
  - délka (mm): 1865
  - šířka (mm): 930
  - výška (mm): 1245
- hmotnost
  - pohotovostní (kg): 84
  - užitečná (včetně obsluhy) (kg): 176
  - celková (kg): 260
- kola
  - druh kol: paprsková
  - rozměry a druh pneumatik (obručí)
    - přední: 2,75-16
    - zadní: 	2,75-16

  - rozměry a druh ráfků
    - přední: 1,5 A × 16-3
    - zadní: 	1,5 A × 16-3
- rozvor (mm): 1210
- max. rychlost km/h: 	65
- spotřeba paliva l/100 km: 2,5-2,8
- mazání: benzín s olejem 1:50
- chlazení: vzduchem
- svíčka: ZM 14-260
- druh karburátoru: BVF 16n1-11
- druh převodovky: Mechanická, převodovka s přesuvným klínem
- hnací řetěz: Jednoduchý, válečkový řetěz 086-1-110
- obsah nádrže (l): 8,7 (rezerva 0,8)
- spojka: vícekotoučová v olejové lázni s talířovou pružinou
- čistič vzduchu: FLP 62/1 (mokrý)